# 마르코 비아잔티
마르코 비아잔티(이탈리아어: Marco Biagianti, 1984년 4월 19일 ~ )는 이탈리아의 전 축구 선수이다.